# Jure Pavlič
Jure Pavlič, slovenski kolesar, * 23. april 1963, Ljubljana.
Pavlič je za Jugoslavijo nastopil na Poletnih olimpijskih igrah 1984 v Los Angelesu, kjer je nastopil v individualni konkurenci in osvojil 42. mesto. V letih 1985 in 1986 je zmagal na Dirki po Jugoslaviji, leta 1984 pa je bil tretji. Leta 1987 je osvojil naslov prvaka na državnem prvenstvu Jugoslavije v cestni dirki. V letih 1985 in 1986 je zmagal na dirki Alpe–Adria, leta 1985 tudi na dirki Po poteh AVNOJ–a. Med letoma 1989 in 1991 je petkrat nastopil na dirkah Grand Toura, po dvakrat na Dirki po Italiji in Dirki po Franciji ter leta 1991 na Dirki po Španiji. Najuspešnejši je bil na Dirki po Italiji, kjer je osvojil skupno 27. mesto leta 1990 in skupno 35. mesto leta 1989, ko je osvojil še modro majico za zmago v razvrstitvi Intergiro, tretje mesto v razvrstitvi gorskih ciljev in peto mesto v razvrstitvi mladih kolesarjev.

## Pomembnejša tekmovanja

### Tritedenske etapne dirke
| Grand Tour        | 1989 | 1990 | 1991 |
| ----------------- | ---- | ---- | ---- |
| Dirka po Italiji  | 35   | 27   | —    |
| Dirka po Franciji | 74   | —    | 134  |
| Dirka po Španiji  | —    | —    | 54   |